# Kronika Galla Anonima
Kronika Galla Anonima, inaczej Kronika Anonima tzw. Galla lub Kronika polska, pełny tytuł Kronika i czyny książąt czyli władców polskich (łac. Cronica et gesta ducum sive principum Polonorum) – pierwsza polska kronika, nieukończona. Spisana po łacinie, prawdopodobnie w latach 1112–1116, przez anonimowego autora zwanego Gallem Anonimem. Najstarszy zachowany rękopis, będący częścią zbioru dzieł historycznych nazywanych Kodeksem Zamoyskich, pochodzi z drugiej połowy XIV wieku i znajduje się w zbiorach Biblioteki Narodowej.

## Autor Kroniki

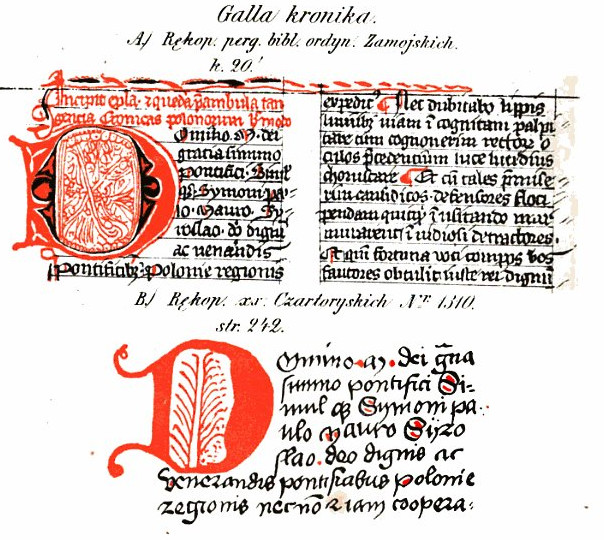
Początek Kroniki Galla Anonima w Rękopisie Zamoyskich (u góry) oraz w Rękopisie Sędziwoja (faksymile z 1864 roku)

Nie wiadomo, kto był twórcą pierwszej polskiej kroniki, nieznane jest nawet jego imię. Nie zachowały się z wieków średnich żadne o nim wiadomości. Anonimowość była z jego strony zamierzona, co zaznaczył w przedmowie do księgi trzeciej.
Anonim nie pochodził z Polski, a sam siebie określił wygnańcem i pielgrzymem (łac. exul et peregrinus). W kulturze średniowiecza dokonania artystyczne i naukowe najczęściej nie były sygnowane imieniem twórcy, lecz celowo pozostawały anonimowe. W średniowieczu wszystko było dedykowane chwale Bożej (łac. ad maiorem Dei gloriam = na większą chwałę Boga). Twórca uważany był jedynie za pośrednika pomiędzy Bogiem a odbiorcą jego przekazu. Całą swoją pracę wykonywał jako służbę. Takie podejście narzucały zarówno obyczajowość średniowieczna, jak również reguły zakonne zalecające swoim członkom wstrzemięźliwość, umiar oraz skromność.
Niegdyś większość badaczy uważała go za mnicha, gdyż zamierzał po ukończeniu pracy w Polsce powrócić do miejsca, w którym złożył śluby, czyli do nieznanego z nazwy locus professionis. Jak niedawno zwrócono uwagę, Gall niekoniecznie żył według reguły św. Benedykta, gdyż były też inne znaczenia słowa „professio”, niezwiązane ze stanem mniszym. Mógł być równie dobrze duchownym diecezjalnym lub kanonikiem.
Kronikę pisał na zamówienie, z nadzieją na materialną nagrodę. O tę nagrodę dopominał się we wstępach do ksiąg pierwszej i drugiej, a hojność Bolesławów Chrobrego i Szczodrego z wyraźnym naciskiem stawiał za wzór Krzywoustemu.
Sformułowano wiele hipotez o pochodzeniu Anonima z różnych stron Europy. Początkowo najpopularniejszy był pogląd, że pochodził z pogranicza Walonii i Flandrii. Później przeważała hipoteza, że jego korzeni trzeba szukać bardziej na południu Francji – w prowansalskim St. Gilles (skąd miał udać się na Węgry) lub w okolicach Orleanu i Tours. W ostatnich latach badacze skłaniają się do twierdzenia, że Anonim pochodził z północnych Włoch lub Dalmacji i był najprawdopodobniej Wenecjaninem. Tezę tę rozwinął Tomasz Jasiński, a wskazują na jej słuszność rozmaitego rodzaju zbieżności faktograficzne, stylistyczne i leksykograficzne z Historią o translacji św. Mikołaja Wielkiego autorstwa Mnicha z Lido.

## Umowne imię autora

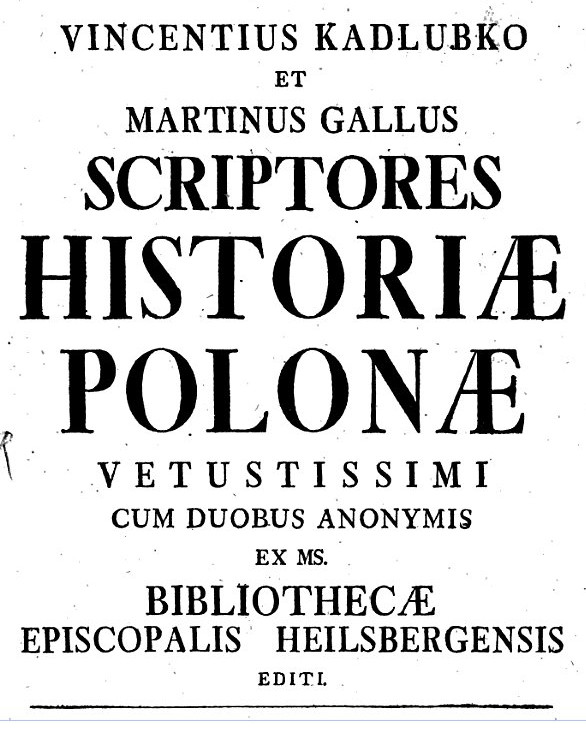
Strona tytułowa pierwszej edycji drukowanej Gotfryda Lengnicha z 1749 roku. Wydawca nazwał kronikarza „Marcinem Gallem”

W XVI wieku Marcin Kromer miał w rękach Rękopis Heilsberski↓ kroniki. Na marginesie tekstu zanotował po łacinie: tę historię napisał Gall, uważam że jakiś mnich, jak wolno wnosić ze wstępów, który żył w czasach Bolesława III. W swojej historii Polski Kromer wspomniał o Anonimie, używając określenia jakiś Gall (łac. Gallus quidam).
W XVIII wieku, na podstawie Rękopisu Heilsberskiego z notatkami Kromera, pierwszą edycję drukowaną przygotowywał Gotfryd Lengnich. Notę marginalną o Gallu Lengnich połączył z informacją, jaką znalazł w Rocznikach Długosza, w której pojawia się imię Martinus Gallicus. Na tej podstawie nadał autorowi kroniki imię Marcin Gall (łac. Martinus Gallus).
Od 1749 roku w wydaniach, tłumaczeniach i historiografii autor Kroniki występował jako Marcin Gall. Błędne ustalenia Gotfryda Lengnicha sprostowali we wstępie do edycji w Monumenta Germaniae Historica Jan Szlachtowski i Rudolf Koepke w roku 1851. Uważali oni, że skoro średniowieczni kronikarze, którzy korzystali z prac Anonima, nie znali jego imienia, to wszystkie późniejsze próby oparte są na niedostatecznych podstawach. Stąd też Kronikę polską wydali bez podawania imienia autora. Jednak do końca XIX wieku wydawano prace, w których kronikarza nazywano Marcinem Gallem.
Imieniem „Gall Anonim” (łac. Gallus Anonimus) po raz pierwszy nazwał autora Kroniki Jan Szczęsny Herburt w XVII wieku. Do tego określenia powrócił pod koniec XIX wieku Stanisław Kętrzyński, co powszechnie się przyjęło. W pierwszej połowie XX wieku autora nazywano niemal wyłącznie Gallem Anonimem. Od połowy wieku badacze odrzucający hipotezę o francuskim pochodzeniu zaczęli stosować formę „Anonim zwany Gallem”, która ma podkreślać, że kronikarz prawdopodobnie nie pochodził z Francji. Zdaniem Gerarda Labudy siła argumentów za pochodzeniem Anonima z Wenecji jest tak wielka, że należałoby zmienić jego imię na „Wenecjanin Anonim”.

## Czas i miejsce powstania

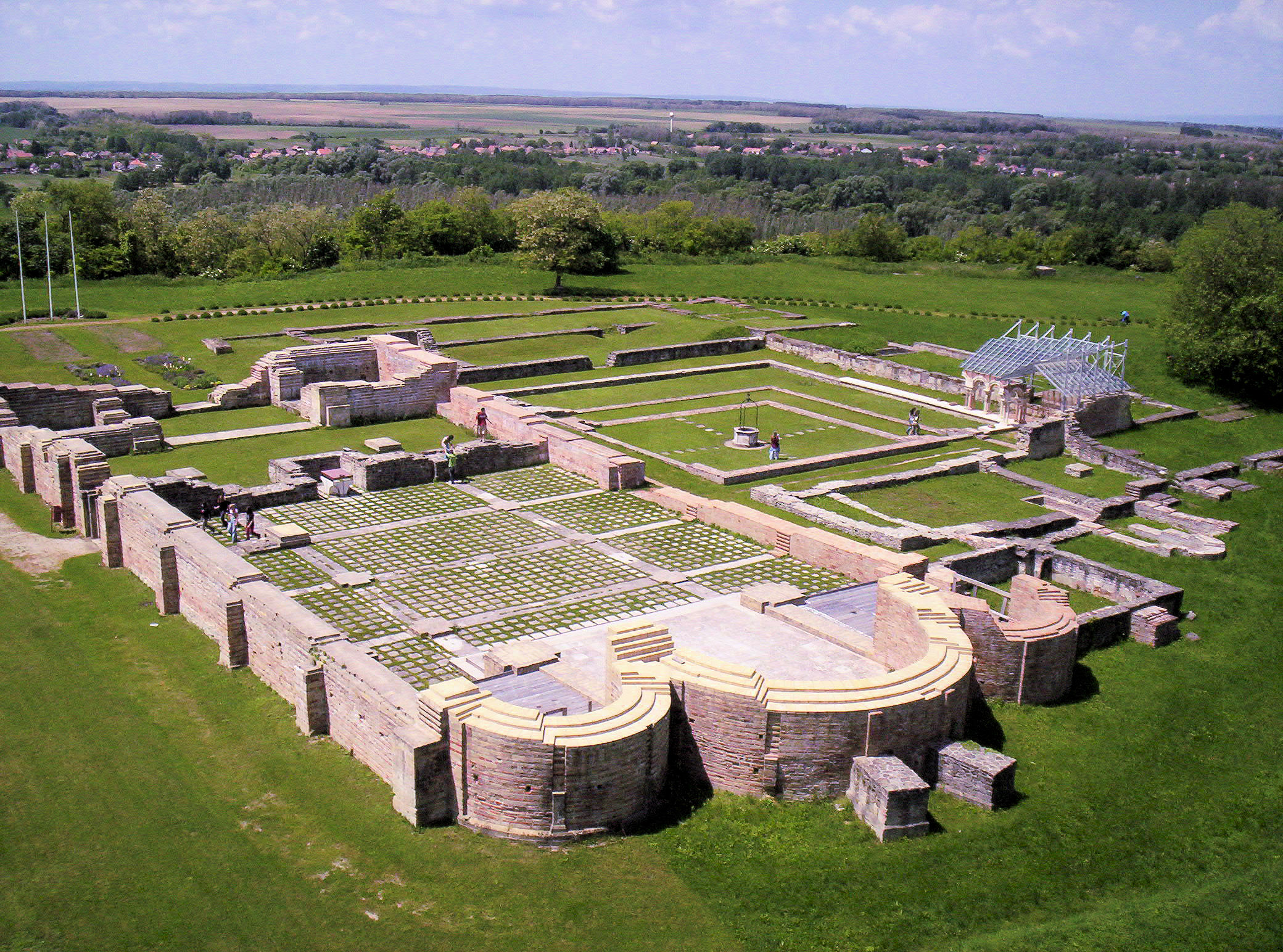
Pozostałości opactwa św. Idziego w Somogyvár na Węgrzech, skąd w 1113 roku Gall Anonim wyruszył w orszaku Bolesława Krzywoustego do Polski

Czas napisania kroniki ustalono na podstawie wzmianek o osobach współczesnych autorowi. We wstępie Anonim dedykuje pracę między innymi biskupowi Żyrosławowi, który objął katedrę wrocławską w roku 1112. Nie mógł więc Gall tytułować go biskupem wcześniej. Pod koniec kroniki, w księdze trzeciej, Anonim wspomina króla Węgier Kolomana jako osobę żyjącą. Władca ten zmarł 3 lutego 1116 roku, a wobec ówczesnych bliskich związków polsko-węgierskich wiadomość dotarła do Polski zapewne już po kilku tygodniach. Dlatego ostatnie fragmenty mogły powstać najpóźniej w pierwszej połowie 1116 roku. Dzieło zostało spisane na pewno między latami 1112 a 1116, za rządów Bolesława Krzywoustego.
Brygida Kürbis jeszcze bardziej zawęziła czas powstania kroniki, uważając że Gall napisał ją tuż po roku 1113. Twierdzenie to wiąże się z opinią większości badaczy, że autor przybył do Polski na krótko przed rozpoczęciem pracy. Tylko raz opowiedział o wydarzeniu, którego był bezpośrednim świadkiem, gdy pisał o pielgrzymce pokutnej Bolesława Krzywoustego do klasztoru św. Idziego w Somogyvár na Węgrzech z roku 1113. Skoro Anonim jechał z Węgier w orszaku księcia, wielce prawdopodobne jest, że właśnie wówczas przybył do Polski po raz pierwszy. Można więc przyjąć, że kronika została spisana najprawdopodobniej w latach 1113–1116.
Anonima protegował kanclerz Michał z możnego rodu Awdańców, aż do niejasnego zatargu politycznego z lat 1116–1118, który był zapewne również kresem kariery kronikarza w Polsce. Kanclerzowi dedykowane były księgi pierwsza i druga. W spisanym najprawdopodobniej na początku 1116 roku wstępie do księgi trzeciej, imię Michała już się nie pojawiło. W 1117 roku został usunięty z urzędu i oślepiony, wychwalany przez Galla, palatyn Skarbimir z rodu Awdańców. Konflikt Awdańców z Bolesławem Krzywoustym stał się zapewne powodem przerwania pracy nad Kroniką.
Nie ulega wątpliwości, że kronika została napisana w Polsce, o czym wspomina sam autor. Gall Anonim poznał dobrze kraj, do którego przybył – chwalił krajobrazy, żyzność gleby i pracowitość ludu, potrafił trafnie opisać cechy temperamentu polskiego i odtworzyć przywiązanie Polaków do swojej ziemi i wolności. Niektórzy z dawniejszych badaczy wskazywali klasztor w Lubiniu lub Kraków jako miejsca napisania kroniki. Tezy te się nie ostały, a przeważa pogląd, że Gall poruszał się po całym kraju przy władcy wraz z kancelarią książęcą. To właśnie w kancelarii Bolesława Krzywoustego, jak sam pisze, dyktował tekst i tam powstał oryginalny rękopis.

## Forma i kompozycja

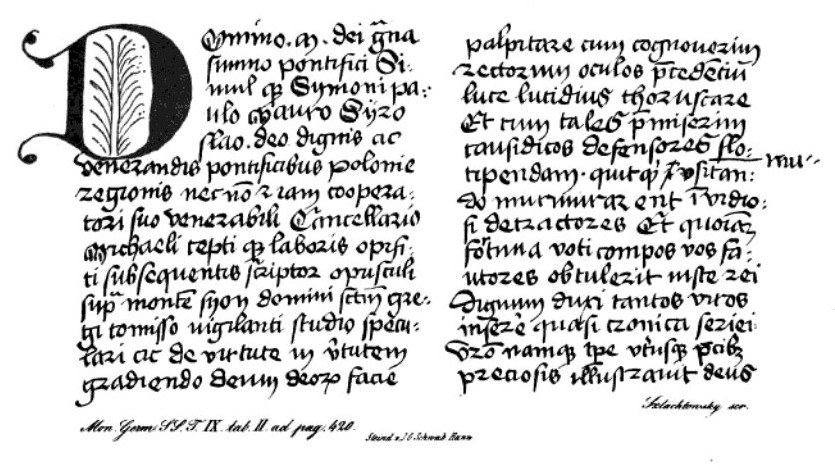
Rękopis Sędziwoja Kroniki Galla Anonima (faksymile z 1851 roku)

Niektórzy badacze uznali dzieło Galla Anonima za panegiryk Bolesława Krzywoustego. Przeważa jednak pogląd, że kronika to pisemna obrona, czyli apologia księcia po okaleczeniu starszego brata Zbigniewa i odbytej pokucie. Czyn ten był powszechnie uważany za zbrodnię, jednak kronikarz usiłuje usprawiedliwić swojego bohatera i skłonić czytelników do wybaczenia Bolesławowi.
Kronika jest zbiorem chronologicznie uporządkowanych opowieści historycznych, których bohaterami są władcy Polski z dynastii Piastów. Inne osoby są wspominane tylko przez odniesienia do działań głównych bohaterów. Taką formę piśmiennictwa historycznego określa się mianem gesta. Kronika została napisana jako gesta ducum, czyli „czyny władców” i jest jednym z pomników rycersko-dynastycznych gesta w Europie z wszystkimi ich akcesoriami literackimi.
Łączenie opowieści o władcach wiązało się z ujednoliceniem formy ich opowiadania. Gall pisał o stosunku każdego z Piastów do wojny, Kościoła i ludu. Ocena władcy zależy od tego, czy prowadził zwycięskie wojny, wspierał Kościół i był sprawiedliwy dla poddanych. Stąd też kronika pełna jest kontrastów z ostrymi zwrotami – od zapalczywości i zbrodni do pokuty i czynów sprawiedliwych. Wyraźna zarysowana została paralela pomiędzy trzema wojowniczymi Bolesławami (Chrobrym, Szczodrym i Krzywoustym), którzy zostali ocenieni wysoko. Dla kontrastu odmienną paralelę tworzą władcy o spokojniejszym usposobieniu – Mieszko II, Kazimierz Odnowiciel i Władysław Herman – ocenieni nisko.
Tekst dzieli się wyraźnie na dwie części. Pierwsza (pokrywająca się z księgą pierwszą) składa się ze scenek i zwięzłych narracji powiązanych z kolejnymi przodkami Bolesława Krzywoustego. Druga (księgi druga i trzecia), nieukończona, to opowiedziane z epickim rozmachem czyny Bolesława Krzywoustego. Pierwsza część zajmuje około jednej czwartej całości, pozostałe trzy czwarte to część druga.
Przyjęte przez Anonima forma i kompozycja przedstawienia pierwszych wieków dziejów Polski wywarły wielki wpływ na historiografię polską, a w podręcznikach szkolnych i literaturze popularnej jest obecna do dziś.

## Styl i język

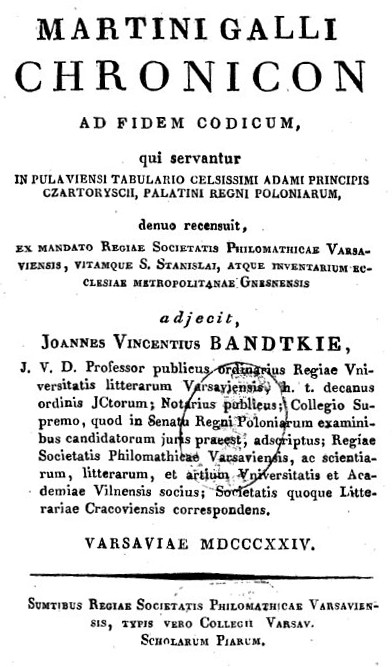
Strona tytułowa edycji Bandtkie Stężyńskiego z 1824 roku. Wydawca nadał tekstowi Galla postać graficzną, uwypuklając prozę rytmiczną

Kronika została napisana w języku łacińskim. Autor, jak sam zaznacza we wstępie do księgi trzeciej, nie pisał jej własnoręcznie, ale dyktował, aby lepiej kontrolować efekt dźwiękowy własnych słów. Czyny Piastów tak ułożył, aby nadawały się do recytowania. Niektóre fragmenty kroniki, ułożone w strofy, nadawały się nawet do śpiewu, co można sobie doskonale wyobrazić przy akompaniamencie cytry i bębenka. Recytację i śpiew mógł parafrazować interpretator, tłumacząc zwroty łacińskie na mowę rodzimą.
Tekst jest niezwykle silnie nasycony elementami rytmu i rymu, a miejscami przechodzi w regularny wiersz oparty na liczbie zgłosek i rymie dwuzgłoskowym. Wierszowane strofy poprzedzają każdą księgę, a ponadto wplecione są w tekst prozaiczny jako pieśni. Rozproszone są też jako krótkie dwuwiersze lub czterowiersze po całym tekście.
W tekście prozaicznym Anonim używa rytmicznych zdań, zwanych cursus. Opierają się one na następstwie akcentów na początku, w środku i na końcu członu zdaniowego. Najczęściej są to występujące pojedynczo lub parami zdania szesnastozgłoskowe, składające się z czterech członów po cztery sylaby. Doliczono się w tekście kroniki 4320 rytmicznych klauzul zdaniowych.
Elementy stylistyczne w kronice są liczne oraz urozmaicone, a według współczesnych wyobrażeń należą bardziej do poezji niż historiografii. Mieściły się jednak w granicach, jakie w średniowieczu wyznaczano prozie i opowieści historycznej. Stąd też dzieło Galla Anonima jest pomnikiem nie tylko piśmiennictwa historycznego, ale także literatury pięknej.

## Zawartość
Tekst rozpoczyna się retorycznym wstępem w formie listu, w którym autor dedykuje dzieło arcybiskupowi Marcinowi, biskupom Szymonowi, Pawłowi, Maurowi i Żyrosławowi oraz kanclerzowi Michałowi. Wstęp kończy się wierszowaną pieśnią o narodzinach Krzywoustego - Bolesław, książę wsławiony (łac. Bolezlavus dux inclitus).
Kronika składa się z trzech ksiąg. Każda z nich poprzedzona jest osobnym, retorycznym wstępem. W księgach drugiej i trzeciej po wstępie następuje pieśń wprowadzająca w poetyckiej formie do wydarzeń, które zostaną opowiedziane. Księgę drugą poprzedza pieśń Pomocną rękę mi dajcie, dzieło me innym czytajcie (łac. Nobis astate, nobis hoc opus recitate), natomiast księgę trzecią pieśń Cześć prawemu Panu Bogu, cześć i wieczna sława (łac. Deo vero laus et honor, regnum, virtus, gloria).

### Księga pierwsza
Księga pierwsza opowiada o czynach Piasta, Siemowita, Siemomysła, Mieszka I, Bolesława Chrobrego, Mieszka II, Kazimierza Odnowiciela, Bolesława Szczodrego i Władysława Hermana. Kończy się narodzinami Bolesława Krzywoustego w roku 1086. W treść księgi wpleciona jest wierszowana Pieśń o śmierci Bolesława Chrobrego (łac. De morte Bolezlavi carmina).
Opowieści zawarte w księdze pierwszej:
- O księciu Popielu zwanym Chościsko[43]
- O Piaście synu Chościska[44]
- O księciu Samowitaj, zwanym Siemowitem, synu Piasta[45]
- O ślepocie Mieszka, syna księcia Siemomysła[46]
- O tym jak Mieszko pojął za żonę Dąbrówkę[47]
- O pierwszym Bolesławie, którego zwano Sławnym lub Chrobrym[48]
- O tym jak Bolesław z wielką mocą wkroczył na Ruś[49]
- O wspaniałości i mocy Sławnego Bolesława[50]
- O cnocie i szlachetności Sławnego Bolesława[51]
- O bitwie Bolesława z Rusinami[52]
- O zakładaniu kościołów w Polsce i o cnocie Bolesława[53]
- O tym jak to Bolesław przechodził swoje ziemie nie krzywdząc ubogich[54]
- O cnocie i dobroci żony Sławnego Bolesława[55]
- O wspaniałości stołu i szczodrobliwości Bolesława[56]
- O rządzie grodów i miast przez Bolesława w jego królestwie[57]
- O śmierci Sławnego Bolesława[58]
- O wstąpieniu na tron Mieszka II, syna Sławnego Bolesława[59]
- O wstąpieniu na tron i wygnaniu Kazimierza po śmierci ojca[60]
- O odzyskaniu Królestwa Polskiego przez Kazimierza, który był mnichem[61]
- O bitwie komesa Miecława z Mazowszanami[62]
- O bitwie Kazimierza z Pomorzanami[63]
- O wstąpieniu na tron drugiego Bolesława, zwanego Szczodrym, syna Kazimierza[64]
- O spotkaniu Bolesława z księciem ruskim[65]
- O tym jak Czesi wywiedli w pole Bolesława Szczodrego[66]
- O zwycięstwie Bolesława Szczodrego nad Pomorzanami[67]
- O hojności i szczodrobliwości Bolesława i o pewnym ubogim kleryku[68]
- O wygnaniu Bolesława Szczodrego na Węgry[69]
- O przyjęciu Bolesława przez króla węgierskiego Władysława[70]
- O synu tegoż Bolesława Mieszku[71]
- O małżeństwie Władysława, ojca trzeciego Bolesława[72]
- O postach i modlitwach w intencji narodzin trzeciego Bolesława[73]

### Księga druga

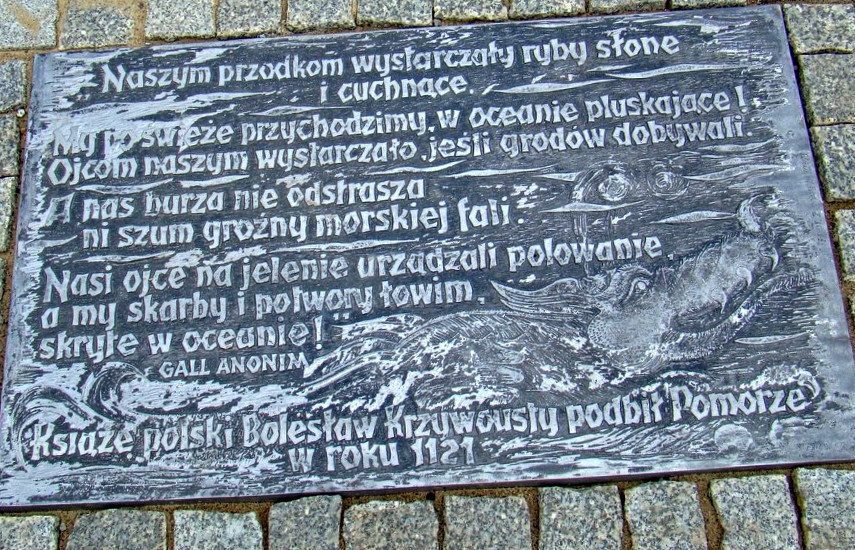
Tablica ze słowami pieśni z drugiej księgi Kroniki Galla Anonima w przekładzie Romana Grodeckiego. Szczecin, Aleja Żeglarzy

Księga druga opowiada o dzieciństwie i młodości Bolesława Krzywoustego. Obejmuje okres od 1086 do roku 1108. W treść księgi wpleciona jest wierszowana pieśń Naszym ojcom wystarczały ryby słone i cuchnące (łac. Pisces salsos et foetentes apportabant alii).
Opowieści zawarte w księdze drugiej:
- O pochodzeniu Bolesława III[75]
- O bitwie Władysława z Pomorzanami[76]
- O tym jak Władysław najechał Pomorzan, lecz nie zwyciężył[77]
- O buncie Zbigniewa[78]
- O cudach św. Wojciecha[79]
- O podziale królestwa między obu synów[80]
- O tym jak Sieciech i Bolesław spustoszyli Morawy[81]
- O dzieciństwie Bolesława[82]
- O tym jak Bolesław w chłopięcym wieku zabił dzika[82]
- O innym dziecięcym czynie Bolesława[82]
- O tym jak Bolesław wzrastał w latach[83]
- O tym jak chłopczyna Bolesław ruszył na Pomorze[83]
- O matactwach Sieciecha[84]
- O kolejnej wyprawie na Pomorze[85]
- O przepasaniu Bolesława pasem rycerskim[86]
- O zwycięstwie nad Płowcami[87]
- O śmierci Władysława[88]
- O tym jak Bolesław zdobył królewskie miasto Alba[89]
- O zaślubinach Bolesława[90]
- O knowaniach Zbigniewa[91]
- O tym jak Polacy spustoszyli Morawy[92]
- O tym jak sam Bolesław wkroczył na Morawy[93]
- O przybyciu do Polski legata Stolicy Apostolskiej[94]
- O zdobyciu Kołobrzegu[95]
- O zawarciu przyjaźni z królem Węgier i nowej wyprawie na Pomorze[96]
- O tym jak Skarbimir wkroczył na Pomorze[97]
- O zdobyciu grodu Bytomia[97]
- O zjeździe Bolesława ze Zbigniewem[98]
- O tym jak Bolesław przepędził Czechów i ujarzmił Pomorzan[99]
- O walkach ze Zbigniewem[100]
- O napaści Zbigniewa[101]
- O pojednaniu Zbigniewa z Bolesławem[102]
- O wiarołomstwie Zbigniewa w stosunku do brata[103]
- O wypędzeniu Zbigniewa z Polski[104]
- O tym jak Sasi na statkach przybyli do Prus[105]
- O cudzie z Pomorzanami[106]
- O tym jak niestrudzony Bolesław ponownie wkroczył na Pomorze[107]
- O walkach z Morawianami[108]
- O przymierzu między królem Węgrów a księciem polskim[108]
- O tym jak pod nieobecność Bolesława Pomorzanie oblegli gród Ujście[109]
- O tym jak sześciuset Pomorzan poległo na Mazowszu[110]
- O pokonaniu Czechów i rycerzy Zbigniewa na Śląsku[110]

### Księga trzecia

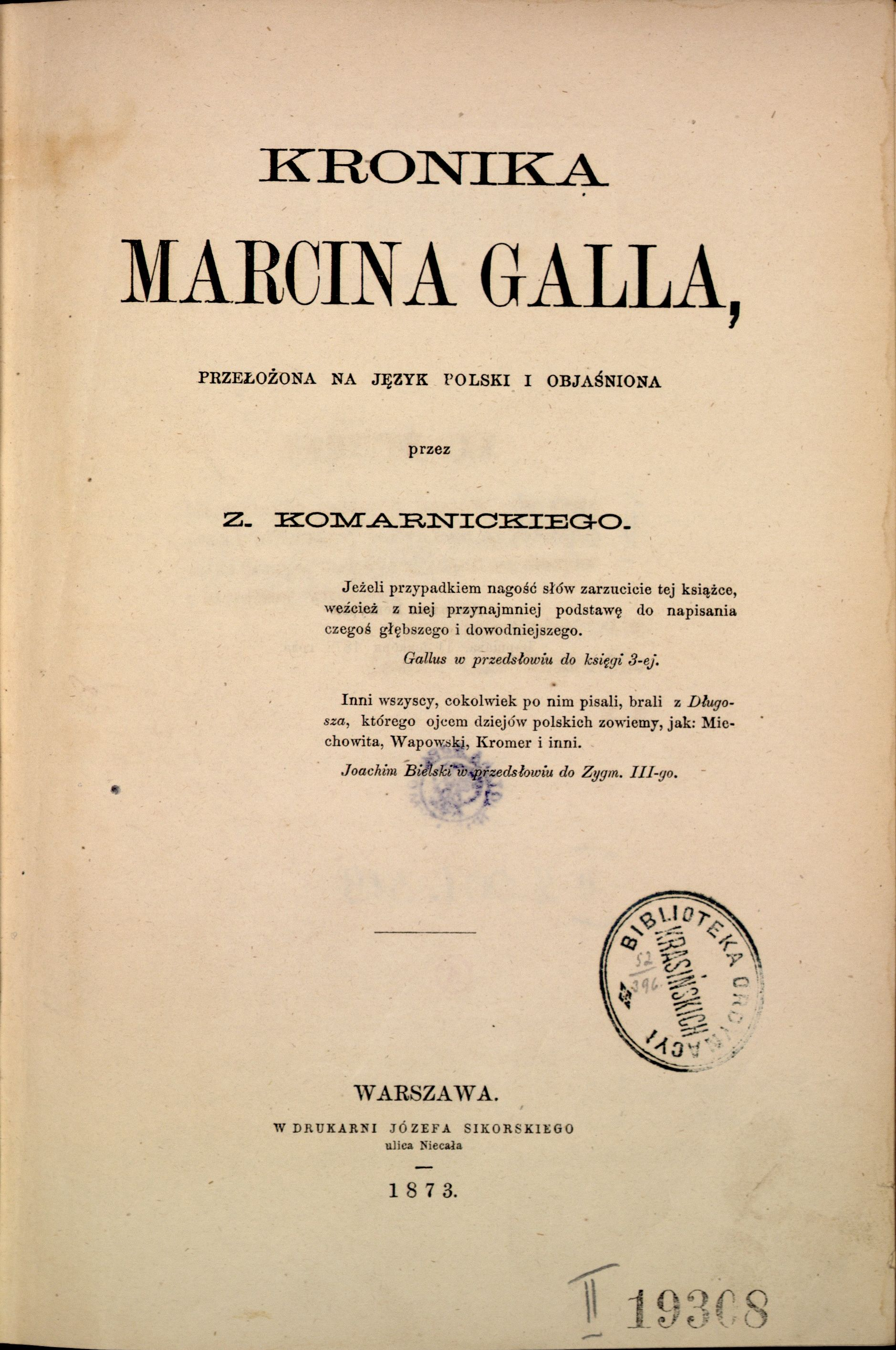
Strona tytułowa wydania z 1873 r. w tłumaczeniu Zygmunta Komarnickiego

Księga trzecia (nieukończona) opowiada o czynach Bolesława Krzywoustego. Obejmuje okres od 1109 do roku 1114. Ostatni rozdział mówi o oddaniu Polakom grodu Nakiel, po czym tekst urywa się. W treść księgi wpleciona jest wierszowana pieśń Bolesławie, Bolesławie, ty przesławny książę panie (łac. Bolezlave, Bolezlave, dux gloriosissime).
Opowieści zawarte w księdze trzeciej:
- O zwycięstwie nad Pomorzanami[112]
- O liście cesarza do Bolesława[113]
- O początku wojny z cesarzem Henrykiem[114]
- O tym jak Bolesław przygotowywał się do wojny[115]
- O oblężeniu Głogowa[116]
- O rozejmie w Głogowie[117]
- O zerwaniu rozejmu[118]
- O szturmie na Głogów[119]
- O tym jak Niemcy żądali trybutu[120]
- O tym jak cesarz zmuszony był błagać o pokój[121]
- O liście cesarza do Bolesława[121]
- O tym jak Bolesław odpowiedział cesarzowi[121]
- O odwrocie cesarza z Polski[122]
- O śmierci Świętopełka[123]
- O Czechach[124]
- O Pomorzanach[124]
- O Czechach i Pomorzanach[124]
- O zdradzie Czechów[125]
- O wojnie i zwycięstwie nad Czechami[126]
- O spustoszeniu Czech przez Polaków[127]
- O odwadze i przezorności Bolesława[128]
- O spustoszeniu Prus przez Polaków[129]
- O nieszczerym pogodzeniu się Zbigniewa z bratem[130]
- O tym jak Pomorzanie oddali Polakom gród Nakiel[131]

## Wiarygodność
Historycy na ogół mają sporo zaufania do opowieści Galla Anonima, sprawdzając je w dziesiątkach studiów krytycznych i porównując w świetle innych świadectw. Niemniej wyraźna praca kompozycyjna, kontrasty i paralele, skłaniają do ostrożnego przyjmowania wiarygodności historycznej różnych fragmentów kroniki. Najbardziej wiarygodne są te opowieści, w których Gall opierał się na relacjach bezpośrednich świadków, zawarte w księgach drugiej i trzeciej.
Długotrwałe dyskusje nad wiarygodnością przekazu historycznego kroniki nie zdołały podważyć opinii, że jest to przekaz w miarę możliwości wierny, tyle że ograniczony wąską selekcją faktów i małą swobodą w ich objaśnianiu i tłumaczeniu. Anonim zanotował najstarszą tradycję pielęgnowaną w rodzinie Piastów, są też ślady, że wiernie wykorzystał istniejącą wówczas podstawę pisaną. Godna podkreślenia jest też dobra znajomość geografii Polski i sąsiednich krajów.
Istotnym elementem techniki pisarskiej Galla Anonima były przemilczenia. Przyczyn ich na ogół można się tylko domyślać, o ile on sam ich nie wyjawił. Jedną z nich jest jego formacja duchowa, zgodnie z którą starał się nie utrwalać w piśmie tego, co było pozostałością wierzeń przedchrześcijańskich. Nie pisał też o pewnych sprawach ze względów politycznych. Nie poruszał na przykład materii, która była zbyt podobna do współczesnych mu wydarzeń, żeby unikać niebezpiecznych historycznych analogii.
Obiektywne spojrzenie na kronikę musi przede wszystkim docenić okoliczność, że była to pierwsza historia Polski. Autor nie miał w kreśleniu jej żadnego poprzednika, musiał z bardzo skąpych źródeł i z tak trudnego materiału, jak ustne relacje, wysnuć uporządkowaną opowieść o dziejach mało sobie dotąd znanego państwa. Stąd sam jego wysiłek w zbieraniu zapisek i opowieści trzeba uznać za duże osiągnięcie. Kolejność wydarzeń ustalił poprawnie, chociaż o wielu faktach nie zdobył informacji lub je przemilczał. Z tego zaś, że na historię patrzył przez czyny władców, nie zrobi mu zarzutu nikt, kto wie, że nie inaczej traktowali ją wszyscy jego współcześni.

### Rękopisy
Oryginał oraz wczesne odpisy nie zachowały się. Znane są trzy średniowieczne kopie.
- Rękopis Zamoyskich, spisany około 1360 roku, przechowywany w Bibliotece Narodowej w Warszawie, sygn. BOZ cim. 28. Odkryty w 1848 roku. Faksymile w: Galla anonima Kronika, podobizna fotograficzna rękopisu Zamoyskich z wieku XIV. Julian Krzyżanowski (wyd.). Warszawa: Towarzystwo Naukowe Warszawskie, 1948. Skan dostępny w Polonie.
- Rękopis Sędziwoja (nazywany niekiedy Rękopisem Czartoryskich), spisany w XV wieku, przechowywany w Bibliotece Czartoryskich w Krakowie, sygn. 1310. Prawdopodobnie jest to odpis z Rękopisu Zamoyskich, różnice między tymi dwoma rękopisami są niewielkie.
- Rękopis Heilsberski (czyli z Lidzbarka, ze zbioru biskupów warmińskich), spisany w XV wieku, przechowywany w Bibliotece Narodowej w Warszawie, sygn. 8006. Skan dostępny w Polonie. Tekst w tym rękopisie jest w wielu miejscach interpolowany lub skrócony. Przy końcu pierwszej księgi tekst Galla został wymazany i zastąpiony Żywotem św. Stanisława z XIII wieku. Brak też w nim końcowych fragmentów księgi trzeciej. Rękopis zaginął w czasie powstania listopadowego, odnalazł się pod koniec XIX wieku. Różni się w wielu miejscach od Rękopisu Zamoyskich i Rękopisu Sędziwoja, ale nie są to różnice istotne dla treści kroniki. Jest odpisem z zupełnej innej tradycji rękopisów niż dwa pozostałe.

### Wydania tekstu łacińskiego
Zdaniem Mariana Plezi (Plezia 1975, s. XCIII) żadna edycja tekstu kroniki nie jest wolna od usterek. Należy korzystać z któregoś z najlepszych wydań – Szlachtowskiego i Koepkego, Bielowskiego lub Maleczyńskiego.
- Vincentius Kadlubko et Martinus Gallus: scriptores historiae Polonae vetustissimi, cum duobus anonymis ex ms. Bibliothecae Episcopalis Heilsbergensis edit. Gotfryd Lengnich (wyd.). Gdańsk: Gotfryd Lengnich, 1749, s. 56–102. [dostęp 2014-09-27]. Edycja na podstawie Rękopisu Heilsberskiego.
- M. Gallus Chronicon ad fidem codicum, qui servantur in Pulaviensi tabulario… Adami principis Czartoryscii… denuo recensuit, ex mandato Regiae Societatis Philomathicae Varsaviensis, vitamque S. Stanislai, atque inventarium ecclesiae metropolitanae Gnesnensis, adiecit…. Jan Wincenty Bandtkie-Stężyński (wyd.). Warszawa: Królewskie Towarzystwo Przyjaciół Nauk Warszawskie, 1824. [dostęp 2014-09-27]. Edycja na podstawie Rękopisu Heilsberskiego i Rękopisu Sędziwoja.
- Chronicae Polonorum. Jan Szlachtowski, Rudolf Koepke (wyd.). Hannover: MGH, 1851, s. 414–478, seria: Monumenta Germaniae Historica, SS IX. [dostęp 2014-09-24]. Edycja na podstawie Rękopisu Zamoyskich i Rękopisu Sędziwoja.
- Chronicae Polonorum. Jan Szlachtowski, Rudolf Koepke (wyd.). Paryż: J.P. Migne, 1854, s. 843–934, seria: Patrologiae Cursus Completus, T. CLX. [dostęp 2014-09-24]. Edycja na podstawie Rękopisu Zamoyskich i Rękopisu Sędziwoja. Niemal bez zmian w stosunku do wydania z 1851 roku w MGH.
- Galla Kronika. August Bielowski (wyd.). Lwów: August Bielowski, 1864, s. 379–484, seria: Monumenta Poloniae Historica, T. I. [dostęp 2014-09-24]. Edycja na podstawie Rękopisu Zamoyskich i Rękopisu Sędziwoja.
- Anonima tzw. Galla Kronika czyli dzieje książąt i władców polskich. Karol Maleczyński (wyd.). Kraków: 1952, seria: Monumenta Poloniae Historica, seria II, T. 2. Edycja na podstawie Rękopisu Zamoyskich, Rękopisu Sędziwoja i Rękopisu Heilsberskiego.
- Gesta Principum Polonorum. The Deeds of the Princes of the Poles. Paul W. Knoll, Frank Schaer (wyd., tł.). Budapeszt, Nowy Jork: 2003, seria: Central European Medieval Texts, Volume 3. ISBN 963-9241-40-7. Edycja Maleczyńskiego, prawie bez zmian, z angielskim tłumaczeniem.

### Tłumaczenia polskie
Tekst Galla Anonima jest bardzo trudny do wiernego oddania w innych niż łacina językach, z powodu użycia przez autora prozy rymowanej i rytmicznej a także zawartych w kronice rymowanych pieśni. Powszechnie w literaturze cytuje się tłumaczenie Romana Grodeckiego, które uważane jest za najlepsze.
- Historya Bolesława III. króla polskiego. Hipolit Kownacki (tł.). Warszawa: książę Adam Czartoryski, 1821, s. 66–549. [dostęp 2014-09-28].
- Kronika Marcina Galla przełożona na język polski i objaśniona. Zygmunt Komarnicki (tł.). Warszawa: Zygmunt Komarnicki, 1873.
- Anonim, tzw. Gall: Kronika Polska. Roman Grodecki (tł.). Kraków: Krakowska Spółka Wydawnicza, 1923, seria: Biblioteka Narodowa, seria I, nr 59. Tłumaczenie wielokrotnie wznawiane z poprawkami Mariana Plezi od 1965 roku. Ostatnie wydanie – Gall Anonim: Kronika Polska. Roman Grodecki (tł.), Marian Plezia (wst., opr.). Wrocław: Ossolineum, 2003.
- Gall Anonim: Wielkie czyny Bolesława Krzywoustego. Elżbieta Sadzewicz (tł.). Warszawa: Państwowe Zakłady Wydawnictw Szkolnych, 1948, seria: Biblioteka Ziem Odzyskanych. Autorka określiła pracę jako „wolny przekład”.
- Gall Anonim, Kronika i czyny książąt i władców polskich, tłum. i oprac. Tadeusz Grudziński, Toruń: Wydawnictwo Naukowe Uniwersytetu Mikołaja Kopernika 2024, seria: Homines et historia, nr XVI.

### Literatura
- Marian Plezia: Kronika Galla na tle historiografii XII wieku. Kraków: 1947, seria: Rozprawy PAU Wydziału Historyczno-Filologicznego, Seria II, t.XLVI, nr 3.
- Marian Plezia: Wstęp. W: Kronika Polska. Wrocław-Warszawa-Kraków-Gdańsk: Zakład Narodowy Imienia Ossolińskich, 1975, s. III-XCV.
- Marian Plezia: Nowe studia nad Gallem-Anonimem. W: Mente et litteris. O kulturze i społeczeństwie wieków średnich. Poznań: Wydawnictwo Naukowe Uniwersytetu im. Adama Mickiewicza, 1984, s. 111–120.
- Brygida Kürbis: Pisarze i czytelnicy w Polsce XII i XIII wieku. W: Brygida Kürbis: Na progach historii. Prace wybrane. Poznań: Wydawnictwo Abos, 1994, s. 83–108. ISBN 83-85337-09-1.
- Brygida Kürbis: Dziejopisarstwo polskie do połowy XV wieku. Dążenia poznawcze i poglądy. W: Brygida Kürbis: Na progach historii. Prace wybrane. Poznań: Wydawnictwo Abos, 1994, s. 17–36. ISBN 83-85337-09-1.
- Gerard Labuda: Zamiana Galla-Anonima, autora pierwszej „Kroniki dziejów Polski”, na Anonima-Wenecjanina. Warszawa: Wydawnictwo DiG, 2006, s. 117–125, seria: Studia Źródłoznawcze T. 44. ISBN 978-83-7181-427-5.
- Tomasz Jasiński: O pochodzeniu Galla Anonima. Kraków: Wydawnictwo Avalon, 2008. ISBN 978-83-60448-373.
- Daniel Bagi: Królowie węgierscy w Kronice Galla Anonima. Warszawa: Polska Akademia Umiejętności, 2008, seria: Rozprawy wydziału Historyczno Filozoficznego tom 108. ISBN 83-60186-90-8.
- Edward Skibiński: Przemiany władzy. Narracyjna koncepcja Anonima tzw. Galla i jej podstawy. Poznań: Instytut Historii UAM, 2009. ISBN 978-83-89407-67-2.
- Johannes Fried: Kam der Gallus Anonymus aus Bamberg. Köln-Weimar-Wien: 2009, s. 497–545, seria: Deutsches Archiv für Erforschung des Mittelalters 65. Tłumaczenie polskie – Johannes Fried: Czy Gall Anonim pochodził z Bambergu. Warszawa: 2010, s. 483–502, seria: Przegląd Historyczny 101, 3.
- Edward Skibiński: Antyk w Kronice Polskiej Anonima tzw. Galla i w Translacji św. Mikołaja tzw. mnicha z Lido jako problem badawczy. Gniezno: 2012, s. 345–359, seria: Studia Europaea Gnesnensia 6.